# Stolberg (Harz)
Stolberg är en ortsteil, sedan 2017 kallad stad, i kommunen (Gemeinde) Südharz i det tyska förbundslandet Sachsen-Anhalt. Den tidigare staden hade 1 286 år 2010 och kännetecknas av många korsvirkehus samt slottet.

## Historia
Orten uppkom troligen omkring år 1000 tillsammans med gruvdriften i regionen. Största delen av gruvdriften lades ner under 1600-talet. Stolbergs nämns 1210 för första gången i en urkund och blev säte för adelsätten Stolberg.
Under det tyska bondekriget utkämpades flera strid i och nära samhället. Tidvis fick bönderna av den regerande greven särskilda rättigheter men de drogs tillbaka efter böndernas nederlag i andra slag.
Under början av 1900-talet ökade Stolbergs betydelse för turismen. 1923 öppnades en järnvägslinje till Berga-Kelbra och 1943 blev Stolberg kurort.

## Sevärdheter
Slottet på berget byggdes huvudsakligen mellan 1539 och 1547 under renässansen. Vissa delar, som det stora runda tornet, är äldre och andra delar tillkom under klassicismens stilepok efter ritningar av Karl Friedrich Schinkel. Slottet ägdes fram till den socialistiska expropriationen 1945 av ätten Stolberg. Idag används byggnaden som museum och som säte för en stiftelse för kulturminnesvård (Deutsche Stiftung Denkmalschutz).
Rådhuset från 1454 kännetecknas av att det saknar trapphus. De övre våningarna nås endast genom en yttre trappa som samtidigt utgör vägen till en kyrka. Tornet mittemot rådhuset (Seigerturm) var ursprungligen del av en större stadsport. I Niedergasse finns Thomas Müntzers födelsehus som 1851 delvis förstördes vid en eldsvåda.

## Vänorter
- Stolberg (Rheinland)
- Hardegsen i Niedersachsen
- Hodonín i Tjeckien

## Personer från Stolberg
- Thomas Müntzer,  tysk bondeupprorsledare
- Anna II av Stolberg, abbedissa
- Jens Lehmann (cyklist)

|                   |
| Vy över Stolberg. |